# Георгий II Балшич
Георгий II Балшич (серб. Ђурађ II Балшић; ум. в апреле 1403) — пятый господарь Зеты из династии Балшичей (1385—1403).

## Биография
Старший сын Стратимира Балшича (ум. 1372), второго господаря Зеты (1362—1372). Его матерью была Милица Мрнявчевич, дочь Вукашина Мрнявчевича, правителя Прилепского королевства, погибшего в битве с турками-османами при Черномене в 1371 году.
В 1372 году после смерти своего отца Георгий Балшич получил в феодальное владение земли Верхней Зеты.
18 сентября 1385 года в битве с турками-османами при Савре погиб господарь Зеты Балша II, родной дядя Георгия. После гибели Балши II, не имевшего сыновей, коренные владения рода Балшичей — окрестности Скадарского озера с городами Скадар, Дриваст и Лежа — унаследовал его племянник Георгий II как старший в роду. Остальные земли Балши II на юге Албании достались его вдове Комнине, дочери Руджине и её мужу Мркше Жарковичу.
В это время во владениях Балшичей царил хаос. Вассалы один за другим предавали своего сюзерена. Сильные соседи захватывали приграничные области. Отложились Пал Дукаджини с городами Лежа и Дрин, род Йонинов с землями между Драчем и Дрином. Карл Топия захватил Драч. После 1386 года Вук Бранкович завоевал Печ и Призрен. Венецианцы взяли Оногошт. В Верхней Зете возвышалась династия Черноевичей. За короткое время от владений Георгия II Балшича осталась лишь узкая полоса побережья между Скадарским озером и Адриатическим морем с единственным городом — Улцинь.
Для противостояния османской угрозе Георгий Балшич присоединился к альянсу, созданному Лазарем Хребеляновичем и Вуком Бранковичем. Георгий Балшич в 1386 году женился на сербской принцессе Елене Лазаревич (1365—1443), дочери Лазаря Хребеляновича.
Многие указы подписывались одновременно тремя государями. На три части делился налог, взимавшийся с Дубровницкой республики. Тем не менее, Зета сохраняла определённую автономию и самостоятельно установила дипломатические отношения с Османской империей. В частности, по просьбе Георгия турецкие войска дважды нападали на Боснию — в 1386 и 1388 годах. Это даёт основания подозревать Георгия в том, что он стал османским вассалом.
Согласно легенде, Георгий Балшич послал своё войско для участия в битве на Косовом поле 15 июня 1389 года, но оно на три дня опоздало к месту сражения. После поражения сербов альянс трёх государей распался.
Георгий не оставлял попыток захватить Котор, богатый город на адриатическом побережье. После смерти короля Боснии Твртко I, также претендовавшего на него, Джурадж захватил город в 1391 году. В 1390 году Константин Балшич, двоюродный брат Георгия II, управлявший землями в долинах рек Бояна и Дрин, поступил на службу к туркам-османам. Он рассчитывал с их помощью получить для себя главенство среди Балшичей. После этого Георгий перешёл в оппозицию к Османской империи. В 1391 году он перешёл в католичество и завещал свои владения папе римскому Бонифацию IX в случае отсутствия наследника. Георгий Балшич участвовал в войне в Неаполитанском королевстве на стороне Людовика II Анжуйского против Владислава Неаполитанского. Однако планам по созданию антитурекцкой коалиции не суждено было сбыться.
В 1392 году турки-османы захватили владения Вука Бранковича и вплотную подошли к границам княжества Зеты. Вынужденный одновременно бороться с Радичем Черноевичем и Константином Балшичем, Георгий пошёл на переговоры с османами. Однако те выдвинули невыполнимые условия, потребовав половину территории Зеты, включая город Улцинь. В начале 1392 года в одном из боёв Георгий попал в плен к османскому паше Йигит-бею, первому наместнику Скопье. Пока Георгий находился в плену, Радич Черноевич взял окрестности Котора и провозгласил себя правителем Зеты и Будвы, признав себя вассалом Венецианской республики. Георгий Балшич вынужден был отдать туркам-османам города Скадар, Дриваст и Свети-Срдж и выплатил годовую дань, чтобы получить свободу.

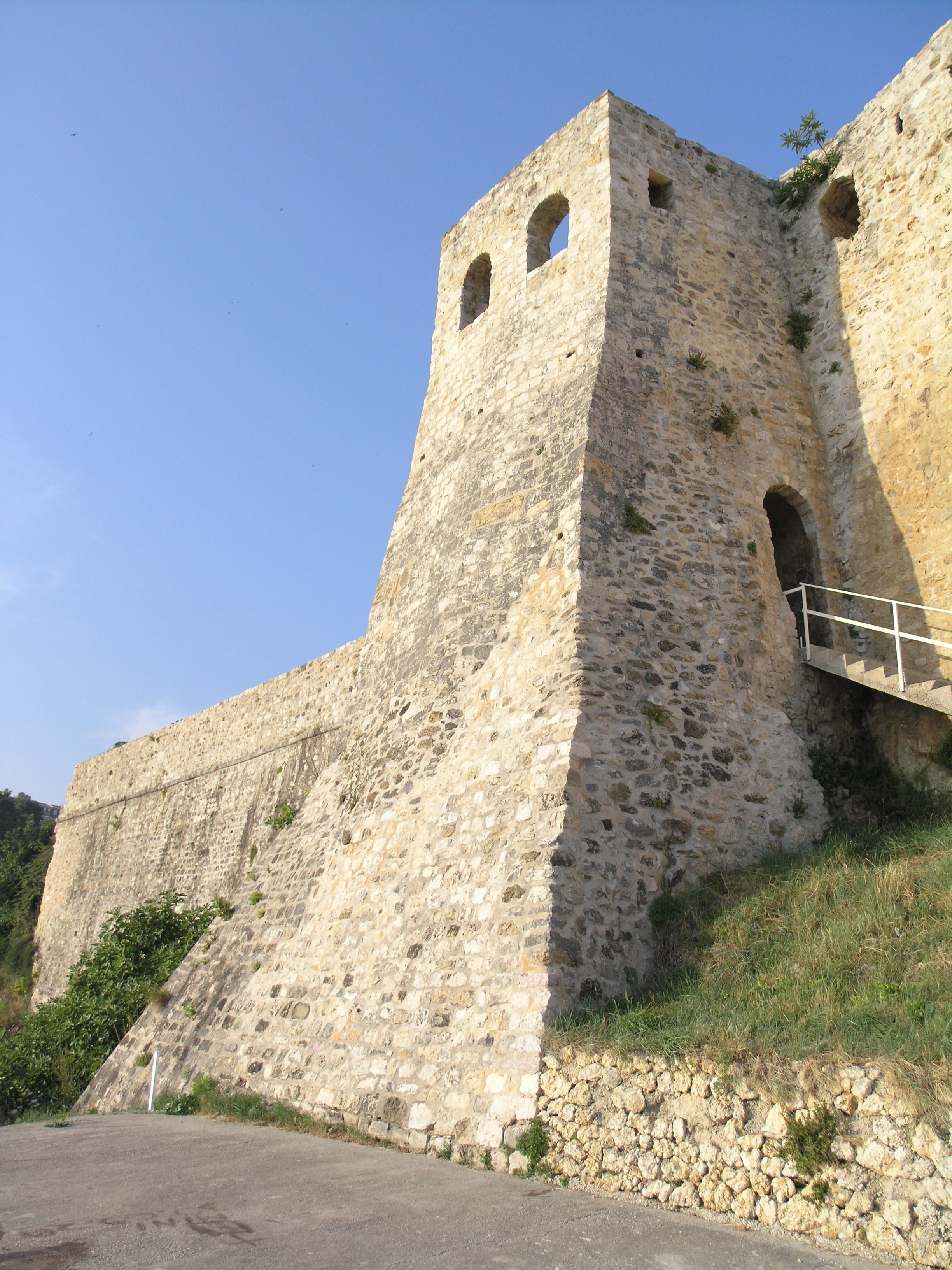
Замок Улцинь, принадлежавший Балшичам

Владения Георгия II Балшича

В поисках союзников против турок-османов Георгий Балшич заключил сделку с Венецианской республикой. Воспользовавшись тем, что османы начали войну против венгров и валахов, в октябре 1395 года Георгий с помощью венецианцев отбил Скадар и Свети-Срдж и изгнал Константина Балшича из его оплота — города Дань. Город Скадар, Скадарское озеро с островами и Свети-Срдж были переданы в управление Венецианской республике в обмен на ежегодную выплату компенсации в размере 1000 дукатов. Георгий Балшич обещал защиту этим городам в случае нападения турок и был принят в ряды венецианской знати.
В апреле 1396 года братья Радич и Добровое Черноевичи выступили против Георгия Балшича. Они взяли область Грбаль и осадили Котор. В мае того же года в одном из сражений Георгий Балшич убил своего противника Радича Черноевича и захватил часть его владений.
В том же 1396 году Коджа Захария из рода Захария пришёл к власти в Северной Албании, он подчинил себя города Сати и Даньо, объявив себя независимым от княжества Зета.
Вскоре против Зеты выступил боснийский герцог Сандаль Хранич Косача (1392—1435), он захватил часть земель княжества с городами Будва и Котор, вступив в союз с племенем Паштровичи. Венецианская республика перешла на сторону Сандаля Хранича Косача, признав его законным правителем Будвы и Зеты. Георгий Балшич заключил союз с феодалами Черноевичами из Верхней Зетя для совместной борьбы против Сандаля Хранича Косача.
В декабре 1396 года венгерский король Сигизмунд Люксембург потерпел поражение от турок-османов в битве при Никополе в Болгарии. Во время его возвращения на корабле по морю домой он остановился во владениях Георгия Балшича. Сигизмунд пожаловал ему титул князя на островах Хвар и Корчула.
Весной 1396 года Венецианская республика, пользуясь монополией, снизила таможенные пошлины и размеры налогов, в результате чего доходы Балшичей сократились. В 1401 году венецианцы перестали платить ежегодную тысячу дукатов. Они обвинили подданных Георгия Балшича в набегах на соляные склады в подконтрольных венецианцам городах. Понимая, что Венеция жаждет захватить остатки владений Балшичей, Георгий вновь начал переговоры с турками-османами, но те были заняты войнами в Малой Азии. Георгий Балшич был вынужден пойти на уступки венецианцам: возместил ущерб от набегов на соляные склады и предоставил венецианским купцам торговые привилегии и право свободно передвигаться по его землям. Возможно, венецианцы оказали Георгию ещё одну услугу: в 1402 году в Драче погиб старый противник и двоюродный брат Георгия Константин Балшич, убитый венецианскими агентами.
В конце лета 1402 года в Зете высадился деспот Сербии Стефан Лазаревич, возвращавшийся из Константинополя по морю после битвы при Анкаре. Георгий Балшич предоставил ему своё вспомогательное войско для борьбы против соперника Георгия Бранковича. Георгий Балшич принял участие в битве при Триполье в ноябре 1402 года и от полученных в бою ран скончался в апреле 1403 года. Ему унаследовал единственный 17-летний сын Балша III.
Он был похоронен в церкви Святой Екатерины в городе Улцинь.